# Premi Pere Ferrer
El "Premi Pere Ferrer de Narrativa Històrica Breu" és destinat a tots els alumnes de secundària, batxillerat i cicles formatius a Sant Cugat del Vallès. Es convoca de forma anual per part d'Òmnium Cultural de Sant Cugat i per l'Ajuntament de Sant Cugat del Vallès. Els treballs guanyadors s'editen finalment amb la col·laboració de l'Escola d'Art de Sant Cugat que en fa la maquetació i les il·lustracions.

## Pere Ferrer
Pere Ferrer fou un monjo del Monestir de Sant Cugat i escrigué entre 1221 i 1223 el “Costumari de Sant Cugat”. S'hi descriu en el llibre la vida quotidiana dels monjos d'aquella època en el monestir i gràcies a aquest document ara podem conèixer molts dels costums, usos i termes lingüístics habituals a Sant Cugat al segle xiii.